# Joachim Jérôme Quiot du Passage
Joachim Jérôme Quiot du Passage, né le 9 février 1775 à Alixan dans la Drôme et mort le 12 janvier 1849 au Passage, dans l'Isère, est un général français de la Révolution et de l’Empire.

## Biographie
Joachim Jérôme Quiot naît le 9 février 1775 à Alixan. Il est le fils de Jérôme François Quiot, propriétaire et député de la Convention au cours de la Révolution, et de son épouse, Élisabeth Rollet. 

### Guerres de la Révolution française
Quiot a à peine seize ans lorsqu’il part pour l’armée des Alpes comme simple grenadier au 3e bataillon de volontaires de la Drôme, où Claude Victor-Perrin, futur maréchal, était instructeur. Successivement caporal et sergent-major, il est élu capitaine en 1793, fait ses premières armes au siège de Toulon, et passe ensuite à l’armée des Pyrénées orientales, où on lui confie le commandement d’un bataillon de chasseurs formé de l’élite des corps et constamment exposés aux avant-postes. Il assiste aux prises de Collioure, du fort Saint-Elme et de Figuières, à la bataille du Boulou et au siège de Roses, qui termine la guerre des Pyrénées.
Envoyé en Italie après la paix de Bâle, Quiot y retrouve Victor, son ancien camarade, qui devenu général, le prend auprès de lui comme aide-de-camp. À Rivoli, conduisant 300 hommes de la 18e demi-brigade, il enlève une des positions les plus difficiles et a le bras traversé par une balle. À la bataille de La Favorite, il fait mettre bas les armes à 200 Autrichiens du corps de Provera, et a le même jour son cheval tué en conduisant un bataillon de la terrible 57e demi-brigade à l’attaque du château. Nommé chef de bataillon sur le champ de bataille de Vérone le 26 mars 1799, Quiot se trouve aux journées de la bataille de la Trebbie et de Fassano qui font perdre momentanément à la France l’Italie. Il y rentre l’année suivante avec l’armée de réserve, et a le commandement de la colonne de gauche de la division Victor qui tourna le village de Marengo la veille de la bataille de Marengo.

### Guerres de l’Empire
Membre de la Légion d'honneur à sa création, Quiot passe auprès du maréchal Lannes, combat à la bataille d'Ulm, à Hollabrunn, à Austerlitz, et est nommé le 27 décembre 1805 colonel du 100e régiment de ligne, à la tête duquel il est blessé à la bataille d'Iéna en enlevant le village de Wierzen-Hellingen où s’appuyait l’aile gauche des Prussiens. Ce nouveau fait d’armes lui mérite la décoration d’officier de la Légion d'honneur. Après la paix de Tilsitt, le colonel Quiot suit le 5e corps en Espagne, et obtient le titre de baron de l’Empire au début du second siège de Saragosse.
En Andalousie en 1810, lors du passage de la Sierra-Moréna, il attaque la division espagnole du général Lascy, retranchée dans le défilé de Spena-Perros, la bat complètement, lui fait 800 prisonniers et s’empare des drapeaux des régiments des gardes espagnoles et de Jaén. Au siège de Badajoz, étant major de tranchée, il repousse deux sorties de la garnison et reçoit dans la seconde un biscaïen à la tête.
Après la bataille de la Gebora, où il mérite les éloges du maréchal duc de Dalmatie, il vient au siège de Campo-Mayor dont il est nommé gouverneur ; les brèches de la place ne sont pas encore réparées lorsqu’il apprend que 15 000 Anglo-Hanovriens, venant de Lisbonne sous la conduite de Beresford, ne sont plus qu’à trois lieues. En quelques instants toute la division Latour-Maubourg, prévenue par lui et réunie devant la ville, peut commencer son mouvement de retraite sur Badajoz. Pendant ce temps, Quiot, après avoir formé son régiment en trois bataillons carrés, soutenait les charges de la cavalerie ennemie opérées dans une plaine large de quatre lieues, sous la protection de six pièces d’artillerie légère. Ce mouvement rétrograde, effectué avec le plus grand succès par trois bataillons devant une armée, vaut au colonel Quiot un témoignage particulier de la satisfaction du duc de Trévise, qui obtient pour lui de l’Empereur le grade de général de brigade le 19 mai 1811. Le 100e régiment lui offre une épée d’honneur comme gage d’attachement et de reconnaissance.
Employé dans son nouveau grade avec le 3e corps de l'armée d'Espagne, il marche contre le général Francisco Ballesteros, le bat à la bataille d'Albuera, y est atteint d’un coup de baïonnette à la cuisse gauche ; le bat ensuite à l’embouchure de la Guadiana et le force d’aller chercher par mer un refuge à Cadix.
Le général Quiot revenu en France pour prendre quelque repos, rentre en ligne dans les rangs du 1er corps après la rupture de l’armistice de 1813. À Kulm le 30 août, chargé d’attaquer le corps prussien de Kleist, il a déjà culbuté la première ligne ennemie, fait 2 000 prisonniers et enlevé quatre pièces de canon, lorsqu’une fausse direction donnée aux troupes chargées de le soutenir, compromet toute sa brigade, dont la moitié est bientôt mise hors de combat. Blessé lui-même dangereusement à l’épaule et fait prisonnier de guerre, il est conduit en Bohême et de là en Hongrie, d’où il ne revient qu’après la paix de 1814.
À sa rentrée en France, il obtient successivement la croix de Saint-Louis, le commandement du département de la Drôme et la croix de commandeur de la Légion d'honneur. Au retour de Napoléon Ier, il sollicite sa mise en disponibilité ; mais au bruit d’une coalition contre la France, il reprend du service dans le 1er corps de l’armée du Nord. Il commande la 1re division du Ier corps de l'armée du Nord en 1815 (Jean-Baptiste Drouet d'Erlon) en remplacement du général François Allix de Vaux comte de Freudeuthal. Il fait la campagne de Waterloo.

### Restauration
Dans les premières années de la Restauration, il commande les subdivisions de la Drôme et de l’Isère. Élevé à la dignité de grand officier de la Légion d'honneur le 17 août 1822, et nommé lieutenant-général le 30 juillet 1823, il obtient la pension de retraite en mai 1831. Retiré dans sa terre du Passage, département de l’Isère, il est pendant plusieurs sessions membre du conseil général. Il est mort à Passage, près Grenoble le 12 janvier 1849, et repose au cimetière Saint-Roch de Grenoble. 
Le nom du général Quiot est inscrit sur le côté Sud de l’arc de triomphe de l’Étoile.

## États de service
- 27 décembre 1805 : colonel au 100e régiment d'infanterie de ligne
- 19 mai 1811 : général de brigade

## Décoration, titres, hommages
- 21 décembre 1808 : Baron d'Empire